# Mioclonia
O termo "mioclonia" descreve um sintoma e geralmente não constitui um diagnóstico de uma doença, referindo-se a contrações repentinas, incontroláveis e involuntárias de um músculo ou grupo de músculos. Os puxões mioclônicos geralmente resultam de contrações musculares repentinas (chamadas "mioclonias positivas") ou de um relaxamento muscular (chamado mioclonia negativa).
As convulsões mioclônicas podem ocorrer sozinhas ou em seqüência, com ou sem padrão determinado. O soluço, por exemplo, é uma contração seguida de um relaxamento do músculo. Outro exemplo é a mioclonia noturna, que são sobressaltos que pessoas têm enquanto estão dormindo. Em casos mais extremos, a mioclonia pode distorcer o movimento e limitar a capacidade de comer, falar e caminhar. Este tipo de mioclonia indicaria um transtorno relacionado ao cérebro ou aos nervos.

## Causas
As mioclonias (etimologia: mi(o)- + clon- (gr. klónos - '"agitação" ou "tumulto") + -ia) podem resultar de muitas causas: a reação a uma infecção, uma lesão na cabeça ou na medula espinhal, tumores cerebrais, falha renal ou hepática, envenenamento químico ou por drogas, miopatia mitocondrial, Síndrome de Kinsbourne, etc.
Os movimentos mioclônicos podem ocorrer em pacientes com esclerose múltipla, mal de Parkinson, mal de Alzheimer, ataxia espinocerebelar tipo 3 e síndrome de Susac. É comum ocorrerem em pessoas com epilepsia, um transtorno em que a atividade cerebral se altera, causando convulsões. Alguns investigadores especulam que anormalidades ou deficiências em receptores de certos neurotransmissores contribuem para algumas formas de mioclonia. Alguns deles seriam a serotonina, que contrai os vasos sangüineos e produz o sono, e o ácido gama-aminobútírico, que ajuda o cérebro a manter o controle muscular.

## Tipos de mioclonismo
Estes são os tipos mais comuns:
- O mioclonismo de ação caracteriza-se por convulsões musculares provocadas ou intensificadas voluntárias ou pela intenção de se movimentar.
- Acredita-se que o mioclonismo de reflexo cortical é um tipo de epilepsia que se origina no tronco encefálico. Nele, as contrações envolvem alguns músculos que envolvem apenas uma parte do corpo, mas também podem ocorrer contrações que envolvem muitos músculos.
- O mioclonismo noturno ocorre durante as fases iniciais do sono. Em alguns casos, este pode ser um sintoma da síndrome das pernas inquietas e a visita a um médico torna-se imprescindível.
- O mioclonismo epilético progressivo (PME) é um grupo de doenças caracterizadas por contrações mioclônicas, convulsões epiléticas e outros sintomas como a dificuldade de caminhar e falar. Estes sintomas raros pioram com o tempo e podem ser fatais.

Outro tipo de PME inclui movimentos mioclônicos, problemas visuais, demência e distonia. Um terceiro tipo de PME envolve mioclonia de ação, convulsões e dificuldades em caminhar e manter o equilíbrio.